# Gabriela Tagliavini
Gabriela Tagliavini ( Buenos Aires, Argentina, 29 de diciembre de 1968) es una escritora, directora y guionista de cine que desde 1993 vive y trabaja en los Estados Unidos.
Ha creado y dirigido varias series de televisión y ha dirigido 9 largometrajes independientes y de estudio en su carrera. 5 de sus películas fueron número 1 en taquilla y en Netflix y Amazon en México, España y otros 26 países.
Su nueva película, "Tequila Repasado" es producida por Sony studios y distribuida por Amazon Prime en todo el mundo. Esta película es #1 en México y top 10 en muchos otros territorios en 2023.
Su reciente largometraje, Christmas With You, protagonizado por Freddie Prince Jr. y Aimee Garcia y rodado en Nueva York, es una película original de Netflix y se estrenó en noviembre de 2022. Esta película fue nº 1 en 26 países y top 10 en 80 países en 2022.
En 2019, su película A pesar de todo se lanzó como original de Netflix y se estrenó en 190 países y 18 idiomas. Es la película española nº 1 más vista en Netflix en España en 2019.
Su anterior película Cómo Cortar a tu Patán se estrenó en el nº 1 de la taquilla en México, superando a "Blade Runner". Por esta película, Tagliavini fue nominada a los Premios Imagen a la Mejor Dirección y Mejor Película del año. Fue la única mujer directora nominada en esta categoría, en la que también estaban "La forma del agua", de Guillermo del Toro, y "Coco ", de Disney.
Además, Gabriela dirigió al legendario Mike Tyson en la comedia Devil May Care para AMBI, rodada en Canadá.
La película de Tagliavini Border Run fue protagonizada por Sharon Stone, Miguel Rodarte, Manolo Cardona y Billy Zane. Fue producida por Anchor Bay, Starz y Voltage Pictures. Por esta película, Gabriela también fue nominada a la mejor película del año en los Premios Imagen.
Antes de eso, dirigió y escribió Without Men, protagonizada por Eva Longoria, Kate del Castillo y Christian Slater, que se vendió en todo el mundo (en 30 países).

## Actividad profesional
En su adolescencia realizó talleres literarios en Argentina y en Estados Unidos. En su país estudió dirección de cine en la Escuela Superior de Cinematografía y trabajó en la producción de Gatica, el mono, de Leonardo Favio; posteriormente realizó un master en guion en el American Film Institute de los Estados Unidos, país donde se radicó desde 1993, dedicándose a escribir guiones de películas y de series de televisión para la cadena de televisión CNN y a enseñar en la Universidad de California (UCLA). Más adelante dirigió varios cortometrajes y largometrajes, La mujer que todo hombre quiere (2001), Ladie's Night (2002) -nominada en el Festival de Cine de Bogotá 2004 al Premio Círculo Precolombino de Oro a la mejor Película; ganadora del Premio CIFF al Mejor Guion en el Festival Internacional de Cine de Chipre 2006, ganadora de tres premios MTV y nominada para otros tres.- y 30 Days Until I'm Famous (2004), producida por Madonna.
El largometraje La mujer que todo hombre quiere, que Tagliavini guionó y dirigió, es una coproducción de Estados Unidos y Argentina en la que colaboraron varios argentinos además de la directora, que recibió premios en el Festival Internacional de Cine y Video Independiente de Nueva York de 2001, No Dance Film Festival  de 2001 y Festival de Cine de Santa Mónica 2001. En 2012 adaptó para HBO la novela best seller El anatomista de Federico Andahazi. y realizó el guion del documental biográfico Cantinflas. En 2011 dirigió la película ¿Y dónde están los hombres? basada en la novela La aldea de las viudas del autor colombiano James Cañón. En 2012 dirigió su quinto largometraje, La frontera del crimen con la actuación de Sharon Stone y Billy Zane.
Integró en 2005 el jurado para cortometrajes del Festival de Cine de Berlín y ganó en 2006 la prestigiosa beca rentada de dirección de la ABC-DGA -American Broadcasting Company y el Sindicato de Directores de Estados Unidos por la cual durante 36 semanas recibió tutorías rotativas de prestigiosos directores de la DGA que le proporcionaron puntos de vista y estilos artísticos diversos para televisión y allí trabajó en espectáculos de Disney como Hannah Montana y Amas de casa desesperadas. Tagliavini dirigió el espectáculo en vivo, Comedy Rehab, para el Comedy Central.
Su primera novela fue Los colores de la memoria (1999), publicada en Argentina escrita en español y luego traducida al inglés y publicada en varios países, a la que siguió Recuerdos de milagros (2004), que  escribió junto a su padre, que padecía una enfermedad terminal. También escribió varios poemas publicados en medios literarios.

## Filmografía
Directora
- Christmas With You (2022)[4]
- The Devil May Care (2019)
- A pesar de todo (2019)[21]
- Cómo cortar a tu patán (2017)[6]
- La frontera del crimen (2012)
- ¿Y dónde están los hombres?  (2011)
- 30 días antes que sea famosa (2014)  (TV Movie)
- Ladies' Night (2003)
- La mujer que todo hombre quiere (2001)
- Captain Beto (cortometraje) (1991)
- Coincidence (cortometraje) (1988)

Guionista
- The Devil May Care (2019)
- A pesar de todo (2019)
- Cómo cortar a tu patán (2017)
- ¿Y dónde están los hombres? (2017)
- La mujer que todo hombre quiere (2001)

Productora
- Beyond the Sun (2019)
- ¿Y dónde están los hombres? (2011)
- La mujer que todo hombre quiere (2001)

Asistente de producción
- Convivencia (1994)

Agradecimientos
- Amnesiac (2014)

## Televisión
Directora
- Paul Rodriguez & Friends: Comedy Rehab (2009)  (Documental)